# Vicky Byarugaba
Pour les articles homonymes, voir Byarugaba.
Vicky Byarugaba est un boxeur ougandais né le 17 novembre 1954.

## Carrière
Vicky Byarugaba est médaillé d'or dans la catégorie des poids welters aux Jeux africains d'Alger en 1978.
Aux Jeux olympiques d'été de 1984 à Los Angeles, il est éliminé au troisième tour dans la catégorie des poids super-welters par le Français Christophe Tiozzo.